# Mauzoleum rodziny Schaffgotschów w Raszowie
Mauzoleum rodziny Schaffgotschów w Raszowie – miejsce spoczynku rodziny Schaffgotschów znajdujące się przy w kościele Niepokalanego Poczęcia NMP w Raszowie.
W 1577 r. do kościoła Niepokalanego Poczęcia Najświętszej Maryi Panny w Raszowie dobudowano kaplicę grobową możnej ślaskiej rodziny von Schaffgotsch z Grodztwa. Znajduje się tu jeden z najliczniejszych i najcenniejszych zespołów sepulklarnych na Dolnym Śląsku. Na środku kaplicy stoją dwie wysokie kamiennej tumby grobowe: Hansa I Schaffgotscha (zm. 1565) i jego żony Salomei z domu von Nimtsch (zm. 1567) oraz Hansa II Schaffgotscha (zm. 1572) i żony Margarethy z domu von Hochberg (zm. 1574).  Obie posiadają bogaty wystrój rzeźbiarski płyt i skrzyń tumb.
- Na ścianie tumby od strony Hansa II Schaffgotscha herby szlacheckie, ojcowskie (kwadrat lewy): Schaffgotsch (lg), Zedlitz (Id),  Schonberg (lg), Warnsdorff (pd); matczyne (kwadrat prawy): Nimptsch (lg), Stosch (ld), Klux (pg), Mulheim (pd)[3].
- Na ścianie tumby od strony Margarethy herby szlacheckie góry rząd: Hochberg, Loeben, dolny rząd: Reibnitz, Schaffgotsch[4].

Wybitne walory artystyczne posiada wykonany z białego marmuru, renesansowy, monumentalny nagrobek przyścienny zajmujący całą wysokość zachodniej ściany kaplicy, na którym ukazano w pełnej postaci i w pełni życia odzianego w zbroję zmarłego. Oprócz postaci na płycie epitafijnej znajdują się pilastry  o renesansowych motywach kandelabrowych, inskrypcje oraz herby. W zwieńczenia nagrobka umieszczono scenę Zmartwychwstania oraz w szczycie wyobrażenie Boga Ojca.
Wzdłuż dołu ścian wokół kaplicy umieszczonych jest 6 renesansowych płyt nagrobnych z XVI - XVII w. i 11 renesansowych epitafiów członków rodziny z lat 1590 - 1621. Są różnej wielkości i mają różny stopień opracowania szczegółów postaci.